# Rue Elzévir
Rue Elzévir je ulice v Paříži v historické čtvrti Marais. Nachází se ve 3. obvodu.

## Poloha
Ulice vede od Place de Thorigny u křižovatky s Rue du Parc-Royal a končí na křižovatce s Rue des Francs-Bourgeois.

## Historie
Ulice měla během let různé názvy: Rue de la Culture-Sainte-Catherine (1545), Rue de Diane (1598) a Rue des Trois-Pavillons. Název Elzévir pochází od holandské tiskařské rodiny ze 16. století. V ulici bydlela v roce 1668 madame de Maintenon.

## Zajímavé objekty
- dům č. 5: původně palác ze 17. století, dochovaný portál s maskaronem
- dům č. 8: hôtel de Donon, ve kterém sídlí Musée Cognacq-Jay
- dům č. 10: zadní vstup do zahrady Švédského kulturního centra, které se nachází na Rue Payenne